# Бобков Семен Олексійович
Семе́н Олексі́йович Бобко́в (рос. Семён Алексеевич Бобков; нар. 1896 — пом. 6 листопада 1943) — радянський воєначальник часів Другої світової війни, генерал-майор артилерії (10.11.1942).

## Життєпис
Народився 1896 року в селі Українка Пугачовського повіту Самарської губернії (нині — Пугачовський район Саратовської області) в селянській родині. Росіянин. Трудову діяльність розпочав підпасичем, сільгоспробітником.
У 1915 році призваний до Російської імператорської армії. Учасник Першої світової війни з кінця 1916 року на Північному фронті в районі Риги.
До лав Червоної армії вступив у 1918 році. Військову службу розпочав у 2-ій батареї 25-ї стрілецької дивізії. Учасник Громадянської війни в Росії 1918–1921 років на Уральському, Колчаківському і Польському фронтах. Пройшов шлях від молодшого командира до помічника командира батальйону.
У 1931 році закінчив артилерійські курси удосконалення командного складу. Член ВКП(б) з 1931 року. З 1935 року — полковник, з 1937 року — начальник 1-го відділу управління начальника артилерії Середньоазійського військового округу. У 1938 році закінчив курси удосконалення вищого командного складу при Військовій академії імені М. В. Фрунзе.
Учасник німецько-радянської війни з 1941 року. Увесь свій бойовий шлях пройшов у складі 44-ї армії на посаді заступника командувача армії — начальника артилерії армії. Двічі був поранений. З 10 листопада 1942 року — генерал-майор артилерії.
6 листопада 1943 року командувач 44-ї армії генерал-лейтенант В. О. Хоменко, перебуваючи за кермом штабного автомобіля, та заступник командувача по артилерії генерал-майор С. О. Бобков помилково заїхали в розташування ворога й були вбиті. Поховані поблизу села Каїри Горностаївського району Херсонської області. 20 травня 1944 року останки генералів були віднайдені та згодом перепоховані в місті Мелітополі Запорізької області.

## Нагороди
Був нагороджений орденами Червоного Прапора (16.04.1943), Кутузова 1-го ступеня (16.12.1943), Червоної Зірки (1936) і медаллю «ХХ років РСЧА» (1938).